# چوب گواهی‌شده

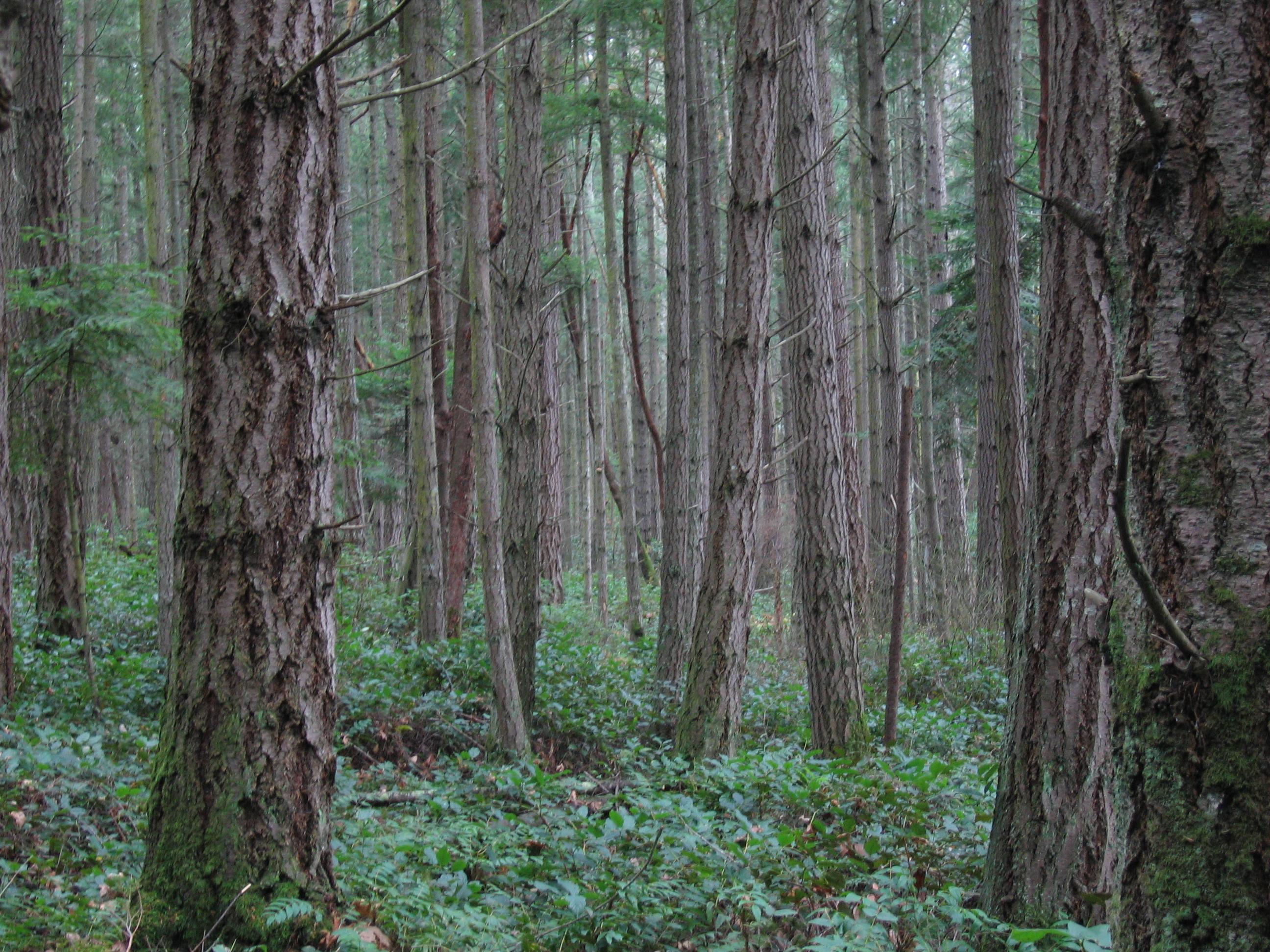
یک جنگل مدیریت‌شده در سن جان ایسلند در واشینگتن

چوب گواهی‌شده و محصولات کاغذی از جنگل‌هایی می‌آید که به صورت مسئولیت‌پذیر مدیریت شده‌اند که توسط یک استاندارد خاص تعریف شده‌است. یک سازمان مستقل با تصدیق جنگل حزب ثالث، استانداردهای مربوط به مدیریت قابل قبول جنگل را توسعه داده و بازرسان مستقل استانداردهای مدیریت قابل قبول جنگل را برای عملیات جنگلی که مطابق با این استانداردها باشد، صادر می‌کنند.

## نیازمندی‌ها
برنامه‌های گواهی جنگل نوعاً نیازمند اقدامات مدیریت جنگلی هستند که با قوانین موجود مطابقت داشته باشد. دیگر نیازمندی‌های پایه یا ویژگی‌های برنامه گواهی جنگل شامل موارد زیر هستند:
- محافظت از تنوع‌های بیولوژیکی گونه‌های در حال ریسک و زیستگاه‌های حیات وحش، سطوح قابل تحمل محصولات، حفاظت از کیفیت آب و احیای فوری (به عنوان نمونه گیاه‌کاری و جنگلکاری دوباره).
- بازرسی‌های گواهی حزب ثالث که توسط اشخاص تصدیق‌کننده دارای صلاحیت صورت گرفته باشد،
- خلاصه‌های بازرسی تأیید صلاحیت موجود به صورت عمومی
- درگیری مشارکت سرمایه‌گذاران در فرایند توسعه یک استاندارد
- فرایند شکایت و استیناف

## برنامه‌ها
امروزه در سرتاسر جهان بیش از ۵۰ برنامه تأیید صلاحیت وجود دارد که انواع بسیار زیاد جنگل‌ها و تصرفات را در سرتاسر جهان بیان می‌کند. بزرگ‌ترین برنامه‌های تأیید صلاحیت جنگل‌ها عبارتنداز:
هیئت نظارت جنگل‌ها (FSC) و برنامه تأیید صلاحیت جنگل (PEFC) (PEFC) بزرگ‌ترین چارچوب تأیید صلاحیت در قالب ناحیه جنگلی با حدود دو سوم از کل ناحیه تأیید صلاحیت شده بوده و برنامه (FSC) با سرعت در حال رشد است.
تأیید صلاحیت جنگل توسط حزب ثالث در اوایل دهه ۱۹۹۰ توسط (FSC) پیشتاز بود که یک کار مشارکتی بین NGOهای محیط زیست، شرکت‌های محصولات جنگلی و فواید اجتماعی بود. به سرعت سیستم‌های رقابتی در سرتاسر دنیا ظهور کردند. بعضی از مفسران شامل Jared Diamondپیشنهاد کردند که بسیاری از استانداردهای در حال رقابت، در حال پایه‌گذاری توسط شرکت‌های نمودارگیری هستند که به‌طور خاص دارای هدف گیج کردن مشتریان با استانداردهایی هستند که دارای جبر کم‌اهمیت تر بوده اما به صورت مشابه نام‌گذاری شده‌اند.

## ایالات متحده و کانادا
در ایالات متحده و کانادا، تعدادی از برنامه‌های تأیید صلاحیت جنگل وجود دارد. سه تا از این برنامه‌ها توسط PEFC تأیید شده‌است که عبارتند از: سیستم پرورش درخت آمریکایی (ATFS)، استاندارد مدیریت قابل تحمل جنگل هیئت استاندارد کانادا و برنامه اقدامات ابتکاری جنگلداری (SFI).ATFSفقط در ایالات متحده قابل کاربرد است، استاندارد SFMهیئت استاندارد کانادا فقط در کانادا قابل کاربرد است.SFIهم در ایالات متحده و هم در کانادا قابل کاربرد است. برنامه FCS در سر تا سرآمریکای شمالی قابل کاربرد است.SFI بزرگ‌ترین برنامه منطقه‌ای تأیید صلاحیت جنگل در قالب کل منطقه تأیید شده جنگلی است.
انجمن ملی جنگل داران ایالتی ایالات متحده آمریکا در سال ۲۰۰۸ رایی را صادر کرد که از تمام سیستم‌های تأیید صلاحیت جنگل‌ها که در ایالات متحده استفاده شده‌اند حمایت می‌کند و مقداری از تفاوت‌ها را تشخیص داد.
سیستم‌های ATFS,FSC,SFI شامل عناصر اساسی اعتبار بوده و نقش مثبتی در قابلیت تحمل جنگل ایفا می‌کند. هیچ برنامه تأیید صلاحیتی نمی‌تواند با یقین کامل ادعا کند که بهترین است و هیچ برنامه تأیید صلاحیتی که تأیید صلاحیت را ارتقاء می‌دهد نمی‌تواند تمام نیازها را بیان کند. اکوسیستم‌های جنگل پیچیده بوده و یک رویکرد ساده نگرانه یک سایز که برای تمام موارد مناسب است، نمی‌تواند تمام نیازهای قابلیت تحمل را بیان نماید.
هیئت کانادایی وزرای جنگل در سال ۲۰۰۸ اظهاریه ایی در مورد استانداردهای تأیید صلاحیت در کانادا منتشر کرد که بیان می‌کند: در کانادا، هر گونه قانون، خط مشی و نیازمندی اجرایی قضایی در مورد جنگل در بردارنده یک چارچوب است که به صورت کامل خصوصیات آن چیزی که مدیریت جنگل قابل تحمل (SFM) در آن حوزه قضایی معنا پیدا می‌کند را تعیین نموده و همچنین اقداماتی که ممکن است بر روی زمین‌های جنگلی عمومی یا خصوصی صورت گیرد. دولت در کانادا از تأیید صلاحیت حزب ثالث به عنوان ابزاری برای نشان دادن دقت قوانین مدیریت جنگل در کانادا و همچنین برای مستندسازی رکورد مدیریت جنگل قابل تحمل کشور در کلاس جهانی حمایت می‌کند.
استانداردهای مدیریت جنگل مربوط به انجمن استانداردهای کانادایی (CSA),FSC و اقدامات ابتکاری جنگل داری قابل تحمل (SFI) همگی در کانادا مورد استفاده قرار می‌گیرند. دولت در کانادا پذیرفته که این استانداردها قابلیت تحمل اقدامات مدیریت جنگل را در کانادا نشان داده و ارتقاء می‌بخشد.

## تأیید صلاحیت زنجیره نگهداری
تأیید صلاحیت زنجیره نگهداری مواد تأییدشده را در سراسر فرایند تولید تعقیب می‌کند از جنگل تا مصرف‌کننده، که شامل تمامی مراحل متوالی پردازش، انتقال، ساخت و توزیع می‌باشد. با این کار شواهدی فراهم می‌شود که مواد تأیید شده در یک محصول تأیید شده از جنگل‌های تأیید شده نشاءت می‌گیرد.
سازمان ملل گزارش داده که بین ژانویه ۲۰۰۹ و ۲۰۱۰، تعداد کل تأیید صلاحیت زنجیره نگهداری صادرشده به صورت جهانی به میزان ۸۸٪برای تعداد کل ۲۳٫۷۱۷ مجوز افزایش یافته‌است (این آمار شامل مدارک تأیید شده … نمی‌باشد).

## توسعه در آینده
تأیید صلاحیت جنگل یک فرایند دلخواه بوده که در حدود ۱۰٪ از جنگل‌های دنیا را حداقل تحت پوشش یک برنامه تأیید صلاحیت قرار می‌دهد. مشتریانی که تصمیم دارند محصولات تأیید شده خریداری نمایند از مدیران زمین، مالکین زمین و شرکت‌های تولید جنگل که تعهدی برای برآورده ساختن استانداردهای تأیید صلاحیت جنگل به وجود آورده‌اند حمایت می‌کنند.
تأیید صلاحیت جنگل توسط حزب ثالث یک ابزار مفید برای کسانی است که قصد دارند کاغذ و محصولات چوبی خریداری کنند که از جنگل‌های با مدیریت خوب حاصل شده و از موادی در ساخت آن‌ها استفاده شده که به صورت قانونی برداشت شده‌است. لحاظ نمودن تأیید صلاحیت حزب ثالث در اقدامات خرید محصولات جنگلی می‌تواند نقطه عطفی برای سیاست‌های همراه با مسئولیت‌پذیری خرید چوب و کاغذ باشد که شامل فاکتورهایی نظیر محافظت از ارزش‌های حساس ۸جنگل،انتخاب عاقلانه مواد و استفاده کارآمد از محصولات می‌باشد.
مرور۲۰۰۹–۲۰۱۰ سازمان ملل در مورد بازار گزارش نمود که شرکت‌هایی که محصولات جنگلی تأییدشده را تولید یا تجارت نمودند، اغلب اوقات دارای یک مزیت فروش در طی رکورد ۲۰۰۸–۲۰۰۹ بودند، چونکه در بازار خریداران، خریداران می‌توانستند در انتخاب منبع تأمین خود انتخابی تر عمل کنند. این گزارش ۴ نیروی محرکه جهت تأیید صلاحیت را نقل می‌کند:
- کاغذ، انتشارات، پرینت و بسته‌بندی –الزاماتی برای افزایش استفاده از منابع مسئولیت پذیر کاغذ توسط ناشران بزرگی همچون Time Lnc. به احتمال زیاد مهم‌ترین عامل محرکه رشد در تأیید صلاحیت جنگل و زنجیره نگهداری بوده‌است.
- تدارکات عمومی سبز- دولت‌هایی نظیر بریتانیا و هلند سیاست‌های تدارکات تیر چوبی سبز را اتخاذ نموده‌اند که شامل تشخیص برنامه‌های تأیید شده FCS و PEFC است. یک مثال از آن برنامه بریتانیایی نقطه مرکزی تخصص بر روی تیر چوبی است.
- ساختمان سبز-استانداردهایی برای ساختمان سبز استفاده از محصولات چوبی تأیید شده را تشویق می‌نماید.
- نمودارگیری غیرقانونی – قوانین جدیدی طراحی شده تا ریسک زنجیره تأمین وارد نمودن چوب غیرقانونی را به حداقل برساند که امثال آن شامل لایحه اصلاح شده Lacey در ایالات متحده است که یک محرکه قوی به وجود آورده تا به صورت مستقل محصولات چوبی تأیید شده را سفارش دهد که بتوانند نگرانی‌های نمودارگیری غیرقانونی را بیان کنند.

مؤسسه منابع جهانی با همکاری آژانس تحقیقات زیست‌محیطی، یک فکت شیت ارائه نموده‌اند که برای پاسخ‌گویی به برخی از سوالات رایج در مورد لایحه Lacey طراحی شده‌است، که در سال ۲۰۰۸ اصلاح شد تا تجارت در گیاهان غیرقانونی و محصولات آن‌ها را متوقف سازد- که شامل تیر چوبی، جوب و محصولات کاغذی است. این فکت شیت بیان می‌کند که تأیید صلاحیت جنگل یک رویکرد خیلی خوب برای نشان دادن به دولت، مشتریان در مورد اینکه یک شرکت اقدامات قانونی انجام داده تا از ورود چوب یا مواد گیاهی غیرقانونی به چرخه تأمین خود جلوگیری کند کار می‌کند. تأیید صلاحیت به وارد کنندگان نیازمندی‌ها این تخفیف را نمی‌دهد که اطلاعات اظهاری مناسب واردات را به آژانس‌های دولت ایالات متحده عرضه کنند.